# ジェリー・ジェフ・ウォーカー
ジェリー・ジェフ・ウォーカー （Jerry Jeff Walker、出生名：Ronald CLyde Crosby、1942年3月16日 - 2020年10月23日）は、アメリカ合衆国ニューヨーク州オニオンタ出身のカントリー・ミュージック・シンガー兼ソングライター。 
「ミスター・ボージャングルス」の作者として知られる。

## バイオグラフィー
ウォーカーの母方の祖父母はオネオンタ地区のスクエア・ダンスで演奏しており、祖母のジェシー・コンローはピアノを、祖父はフィドルを演奏していた。1950年代後半、クロスビーは地元オネオンタのティーン・バンドThe Tonesのメンバーだった。 
バンドはディック・クラークの「アメリカン・バンドスタンド」のオーディションを受けるためにフィラデルフィアまで足を運ぶが、断られてしまった。
バンドのメンバーはディック・クラークの家を見つけ、ニューヨークのバトン・レコードのリード・プロデューサー、ソル・ラビノヴィッツを通してオーディションの推薦を受けることができた。
バンドはレコーディングの契約を受けることになったが、スタジオはスタジオミュージシャンがバックを務めるクインテットを欲しがっていたため、クロスビーともう一人のメンバー（ジェラルド・T・ラッセル）はレコーディングから外されてしまった。
高校卒業後、クロスビーは州兵に入隊したが、冒険への渇望から無許可離隊をし、ニューオーリンズをはじめテキサス、フロリダ、ニューヨークなどでバスキングをして生計を立てていたが、しばしばH.R.ストーンバックと一緒に芸をしていた(1970年の「ストーニー」で友情について言及されている)。1963年にクオラムの創設者の一人であるハリエット・オッテンハイマーの影響でギターを弾くようになるまでは、主にウクレレを弾いていた。1966年に芸名として「ジェリージェフウォーカー」を採用した。
ウォーカーは1960年代半ばにグリニッジ・ヴィレッジで初期のフォークミュージックの日々を過ごした。 1960年代後半にはボブ・ブルーノとサーカス・マキシマス(Circus Maximus)というバンドを共同結成し、FMラジオで人気の高い "Wind" を含む2枚のアルバムをリリースしたが、ブルーノのジャズへの関心とウォーカーのフォーク音楽への関心は明らかに乖離していた。こうしてウォーカーはソロ活動を再開し、デヴィッド・ブロムバーグや他の影響力のあるアトランティック・レコードのレコーディングアーティストの助けを借りて、独創的なアルバムで『ミスター・ボージャングルス』をレコーディングした。1970年代にテキサス州オースティンに移住し、主にマイケル・マーティン・マーフィー、ウィリー・ネルソン、ガイ・クラーク、ウェイロン・ジェニングス、タウンズ・ヴァン・ザントなどのアーティストを含むアウトロー・カントリー・シーンと関わりを持った。
ウォーカーの「ミスター・ボージャングルス」は、おそらく彼の最もよく知られている曲であり、最もよくカバーされている曲である。 この曲は、ニューオーリンズで逮捕され、投獄されたときに、ボージャングルス（有名なダンサーであるビル・ロビンソンのニックネーム）とだけ名乗ることを主張した、無名のアルコール依存症でありながら才能あるタップダンスの流れ者についての歌である。
ウォーカーは自伝 Gypsy Songman の中で、彼が出会った男が白人であったことを明らかにしている。さらに、2008年8月のBBC Radio 4のインタビューで、彼は当時のニューオーリンズの刑務所の独房が色によって隔離されていたため、彼の影響力は黒ではあり得なかったと指摘している。ボージャングルズは、1920年代から1965年頃まで存在していたという本物の報告があり、南部やカリフォルニアで非公式に楽しまれていたフォーク・キャラクターであったと考えられている。ウォーカーは "LA Freeway" （ガイ・クラーク）、 "Up Against the Wall Red Neck Mother" （レイ・ワイリー・ハバード）、 "(Looking for) The Heart of Saturday Night" （トム・ウェイツ）、 "London Homesick Blues" （ゲイリー・P・ナン）など、他の人が書いた曲を録音している。
MCAやエレクトラから一連のレコードをリリースした後でテキサス州オースティンに引っ越したが、 メインストリームの音楽ビジネスに見切りをつけ、独自のインディペンデント・レコード・レーベルを設立した。1986年には妻のスーザンを社長兼マネージャーとしてTried & True Musicを設立した。スーザンはまた、彼のマネージメント会社としてグッドナイト・ミュージックを設立し、彼のブッキングのためにTried & True Artistsを設立した。Tried & Trueのレーベル下では自伝的なレコードが続々とリリースされた。Tried & Trueは彼の自伝 Gypsy Songman も販売している。2004年、ジェリー・ジェフはオースティンでの親密な雰囲気の中で演奏された彼の過去の曲を収録した初のDVDをリリースした。
ジェリー・ジェフはロドニー・クロウエル、ガイ・クラーク、タウンズ・ヴァン・ザント、 ポール・シーベル、ボブ・ディラン、トッド・スナイダー、デイブ・ロバーツ、さらにはビリー・ジム・ベイカーというロデオの道化師の曲も歌ってきた。ジェリー・ジェフはテキサスのジミー・バフェットとも呼ばれている。ジミー・バフェットをフロリダ州ココナッツグローブからパッカードに乗せてキーウェストに最初に連れて行ったのはジェリー・ジェフだった。ウォーカーとバフェットは、パナマ・リミテッド号のラストランに乗っている間に、 "Railroad Lady" という曲を共作したこともある。
ウォーカーは1974年にテキサス州トラビス郡でスーザン・ストレイトと結婚した。 二人には二人の子供がいる：息子のジャンゴ・ウォーカー（ミュージシャンでもある）と娘のジェシー・ジェーンである。ウォーカーは1998年にアルバム Cowboy Boots and Bathing Suitsをレコーディングしたベリーズのアンバーグリス・キーに隠遁している。
ウォーカーはオースティンのパラマウント・シアターとテキサス州グルーネのグルーネ・ホールで毎年誕生日のお祝いをしている。 このパーティーはテキサスで巨大なイベントとなっており、カントリー・ミュージック界の大物たちがオースティンのスカイラインの下で物語を選んだり、交換したりする夜を過ごしている。ジミー・バフェットは2004年の誕生日会に出席した。
2019年6月25日、ニューヨーク・タイムズ誌は、2008年のユニバーサル・スタジオ火災で素材が焼失したと報じられた数百人のアーティストの中にジェリー・ジェフ・ウォーカーをリストアップした。
2017年より喉頭がんを患い、テキサス州オースティンの病院にて2020年10月23日、78歳で逝去。

## ディスコグラフィー

### アルバム
| 年   | アルバム                               | チャート順位   | チャート順位 | チャート順位       | レーベル        |
| 年   | アルバム                               | 米国カントリー | 米国         | カナダ・カントリー | レーベル        |
| ---- | -------------------------------------- | -------------- | ------------ | ------------------ | --------------- |
| 1967 | Circus Maximus                         |                |              |                    | Vanguard        |
| 1968 | Neverland Revisited                    |                |              |                    | Vanguard        |
| 1968 | Mr. Bojangles                          |                |              |                    | Atco            |
| 1969 | Driftin' Way of Life                   |                |              |                    | Vanguard        |
| 1970 | Five Years Gone                        |                |              |                    | Atco            |
| 1970 | Bein' Free                             |                |              |                    | Atco            |
| 1972 | Jerry Jeff Walker                      |                | 208          |                    | MCA             |
| 1973 | Viva Terlingua                         |                | 160          |                    | MCA             |
| 1974 | Walker's Collectibles                  |                | 141          |                    | MCA             |
| 1975 | Ridin' High                            | 14             | 119          |                    | MCA             |
| 1976 | It's a Good Night for Singin'          | 18             | 84           |                    | MCA             |
| 1977 | A Man Must Carry On                    | 13             | 60           |                    | MCA             |
| 1978 | Contrary to OrdinaryA                  | 25             | 111          | 3                  | MCA             |
| 1978 | Jerry Jeff                             | 43             | 206          |                    | Elektra/Asylum  |
| 1979 | Too Old to Change                      |                |              |                    | Elektra/Asylum  |
| 1980 | The Best of JJW                        | 57             | 185          | 21                 | MCA             |
| 1981 | Reunion                                |                | 188          |                    | MCA             |
| 1982 | Cowjazz                                |                |              |                    | MCA             |
| 1987 | Gypsy Songman DoLP                     |                |              |                    | Sawdust Records |
| 1987 | Gypsy Songman                          |                |              |                    | T&TM/Ryko       |
| 1989 | Live at Gruene Hall                    |                |              |                    | T&TM/Ryko       |
| 1991 | Navajo Rug                             | 59             |              |                    | T&TM/Ryko       |
| 1991 | Great Gonzos                           |                |              |                    | MCA             |
| 1992 | Hill Country Rain                      |                |              |                    | T&TM/Ryko       |
| 1994 | Viva Luckenbach                        |                |              |                    | T&TM/Ryko       |
| 1994 | Christmas Gonzo Style                  |                |              |                    | T&TM/Ryko       |
| 1995 | Night After Night                      |                |              |                    | T&TM            |
| 1996 | Scamp                                  |                |              |                    | T&TM            |
| 1998 | Cowboy Boots & Bathing Suits           |                |              |                    | T&TM            |
| 1998 | Lone Wolf: Elektra Sessions            |                |              |                    | Warner Bros.    |
| 1999 | Best of the Vanguard Years             |                |              |                    | Vanguard        |
| 1999 | Gypsy Songman: A Life in Song          |                |              |                    | T&TM            |
| 2001 | Gonzo Stew                             |                |              |                    | T&TM            |
| 2001 | Jerry Jeff Walker: Ultimate Collection |                |              |                    | Hip-O Records   |
| 2003 | Jerry Jeff Jazz                        |                |              |                    | T&TM            |
| 2004 | The One and Only                       |                |              |                    | T&TM            |
| 2009 | Moon Child                             |                |              |                    |                 |
| 2018 | It's About Time                        |                |              |                    |                 |

- Contrary to Ordinary もカナダのRPMトップ・アルバム・チャートで最高99位に達した。

### シングル
| 年   | シングル                             | チャートの位置 | チャートの位置 | チャートの位置 | アルバム                      |
| 年   | シングル                             | 米国カントリー | 米国           | AU             | アルバム                      |
| ---- | ------------------------------------ | -------------- | -------------- | -------------- | ----------------------------- |
| 1968 | "Mr. Bojangles"A                     |                | 77             | 22             | Mr. Bojangles                 |
| 1972 | "L.A. Freeway"                       |                | 98             | 98             | Jerry Jeff Walker             |
| 1973 | "Desperados Waiting for a Train"     |                |                |                | Viva Terlingua                |
| 1973 | "Up Against the Wall Redneck Mother" |                |                |                | Viva Terlingua                |
| 1975 | "Jaded Lover"                        | 54             |                |                | Ridin' High                   |
| 1976 | "It's a Good Night for Singing"      | 88             |                |                | It's a Good Night for Singing |
| 1976 | "Dear John Letter Lounge"            | flip           |                |                | It's a Good Night for Singing |
| 1977 | "Mr. Bojangles" (Live)               | 93             |                |                | A Man Must Carry On           |
| 1981 | "Got Lucky Last Night"               | 82             |                |                | Single only                   |
| 1989 | "I Feel Like Hank Williams Tonight"  | 70             |                |                | Live at Gruene Hall           |
| 1989 | "The Pickup Truck Song"              | 62             |                |                | Live at Gruene Hall           |
| 1989 | "Trashy Women"                       | 63             |                |                | Live at Gruene Hall           |
| 1994 | "Keep Texas Beautiful"               |                |                |                | Single only                   |

- 「ミスター・ボージャングルス」はカナダのRPMトップ・シングル・チャートで最高51位に達した。